# كاترينا بيرسون
كاترينا لانيت بيرسون (بالإنجليزية: Katrina Lanette Pierson)‏ هي سياسية وصحفية أمريكية من الحزب الجمهوري ولدت في يوم 20 يوليو 1976 في مدينة كانساس سيتي في ولاية كنساس لأب أسود وأم بيضاء. أكملت دراسة علم الأحياء في جامعة تكساس في دالاس. اختارها دونالد ترامب كناطقة رسمية لحملته الانتخابية لسنة 2016.